# Różnice kursowe
Różnica kursowa – różnice wartości danego zdarzenia gospodarczego, aktywów, pasywów wynikające z ich przeliczenia na polską walutę wg różnych kursów waluty.
Zgodnie z ustawą o rachunkowości księgi rachunkowe prowadzi się w walucie polskiej. W konsekwencji, istnieje konieczność przeliczania transakcji zawieranych przez jednostkę gospodarczą, a także pasywów i aktywów wyrażonych w walucie obcej na walutę polską. Zgodnie z prawem bilansowym i podatkowym określone zdarzenia gospodarcze mogą być ewidencjonowane w różnych momentach w czasie (np. moment sprzedaży produktu, który jest rozpoznawany w księgach zgodnie z zasadą memoriałową oraz związane z nią faktyczne otrzymanie zapłaty, które jest rozpoznawane na zasadzie kasowej), co może powodować zastosowanie różnego kursu waluty obcej do ich przeliczenia. 
Różnice kursowe mogą powstać, również od środków pieniężnych  firmy zgromadzonych na rachunku walutowym.
Zgodnie z art. 24c ust. 2 pkt 3 ustawy o PIT i art. 15a ust. 2 pkt. 3 ustawy o CIT dodatnie różnice kursowe powstają, jeżeli wartość otrzymanych lub nabytych środków lub wartości pieniężnych w walucie obcej w dniu ich wpływu jest niższa od wartości tych środków lub wartości pieniężnych w dniu zapłaty lub innej formy wypływu tych środków lub wartości pieniężnych, według faktycznie zastosowanego kursu waluty z tych dni.
Zgodnie z art. 24c ust. 3 pkt 3 ustawy o PIT i art. 15a ust. 3 pkt. 3 ustawy o CIT, ujemne różnice kursowe powstają, jeżeli wartość otrzymanych lub nabytych środków lub wartości pieniężnych w walucie obcej w dniu ich wpływu jest wyższa od wartości tych środków lub wartości pieniężnych w dniu zapłaty lub innej formy wypływu tych środków lub wartości pieniężnych, według faktycznie zastosowanego kursu waluty z tych dni.
Podatnik do ustalenia różnić kursowych od środków własnych na firmowym rachunku walutowym musi zweryfikować wszystkie wpływy na rachunek walutowy po określonym kursie, przeliczyć na polską walutę i porównać z rozchodami środków pieniężnych według jednej z trzech metod (FIFO, LIFO, średnioważony).
Zgodnie art. 14b ust. 1 i 2 ustawy o PIT i art. 9b ust. 1 ustawy o CIT podatnicy ustalają różnice kursowe:
- metodą podatkową;
- zgodnie z przepisami ustawy o rachunkowości, pod warunkiem że sporządzone przez podatników sprawozdania finansowe będą badane przez firmy audytorskie.

Wybór metody należy zaznaczyć w zeznaniu rocznych za okres od którego zaczęto stosować daną metodę.
Metodę rachunkową stosuje się minimum 3 lata od początku roku podatkowego, w którym wybrano tę metodę. Metodę podatkową stosuje się minimum jeden rok podatkowy.

## Przykład powstania różnicy kursowej po stronie przychodów
12.12.20XX roku spółka ABC sprzedała towar (ale nie otrzymała zapłaty) za 1 000 USD. Średni kurs USD/PLN NBP z dnia 11.12.20XX roku wynosił 4,0, w związku z czym przychód należny wygenerowany przez Spółkę ABC w momencie sprzedaży (tj. 12.12.20XX) wyniósł 4 000 zł. Kontrahent uregulował swoje zobowiązanie (1 000 USD) wobec spółki ABC dnia 20.12.20XX roku. Bank, w którym spółka ABC posiada rachunek bankowy, przeliczył otrzymaną zapłatę (1 000 USD) na złotówki po kursie USD/PLN 4,1 (kurs faktycznie zastosowany). W związku z tym kwota otrzymana przez spółkę ABC w przeliczeniu na złotówki wyniosła 4 100 zł. Różnica 100 zł (tj. 4 100 zł – 4 000 zł) wynikająca ze zmiany kursu dolara pomiędzy dniem sprzedaży towaru (12.12.20XX) a dniem otrzymania zapłaty (20.12.20XX) stanowi różnicę kursową (w tym przykładzie jest to dodatnia różnica kursowa).
Prawo bilansowe i prawo podatkowe zawierają odmienne zasady rozliczania różnic kursowych (prawo podatkowe dopuszcza stosowanie zasad bilansowych – ich zastosowanie wymaga jednak dokonania odpowiedniego zgłoszenia do organów podatkowych).